# Anna Graenzer

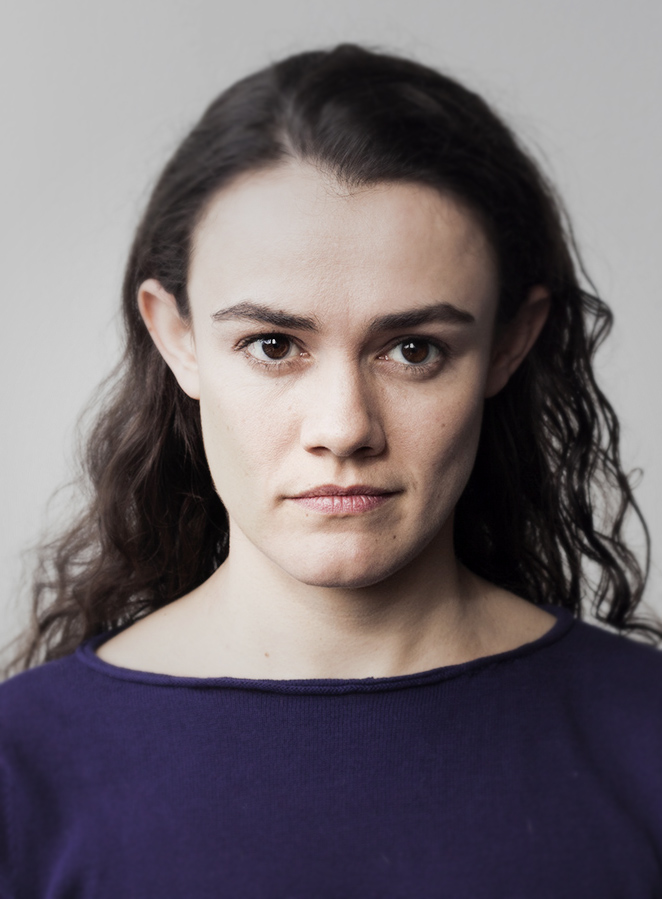
Anna Graenzer (2013)

Anna Graenzer (* 1981 in Würzburg) ist eine deutsche Theaterschauspielerin.

## Werdegang
Während des Schauspielstudiums (2005–2009) an der Universität der Künste Berlin stand Graenzer in verschiedenen Produktionen am Deutschen Theater Berlin und am Maxim-Gorki-Theater Berlin auf der Bühne. 2008, während ihres letzten Studienjahres, wurde sie von Claus Peymann ans Berliner Ensemble engagiert. Seit 2016 ist Anna Graenzer festes Ensemblemitglied am Residenztheater in München. 
Neben ihrer Theaterarbeit wirkt sie in verschiedenen Kino-, TV- und Rundfunkproduktionen mit.

## Theaterrollen (Auswahl)
- Mascha in Die Möwe (Regie: Alvis Hermanis) / Residenztheater München
- Alice in Alice im Wunderland (Regie: Christina Rast) / Residenztheater München
- Concierge in Der Mieter (Regie: Blanka Rádóczy) / Residenztheater München
- Am Kältepol (Regie: Timofej Kuljabin) / Residenztheater München[1]
- Donalbain/Hexe/Macduffs Sohn in Macbeth (Regie: Andreas Kriegenburg) / Residenztheater München
- Kreise/Visionen (von Joël Pommerat, Regie: Tina Lanik) / Residenztheater München
- Ismene in Antigone (Regie: Hans Neuenfels) / Residenztheater München
- Olga in Die Schmutzigen Hände (Regie: Martin Kušej) / Residenztheater München
- Ophelia in Hamlet (Regie: Leander Haußmann) / Berliner Ensemble
- Wendy in Peter Pan / James Matthew Barrie (Regie: Robert Wilson) / Berliner Ensemble
- Monsters of Grace II, Collage von Robert Wilson / Badisches Staatstheater Karlsruhe
- Luzie in Das Vermögen des Herrn Süss / Jehoschua Sobol (Regie: Dieter Wedel)
- Ida/Emma in Geschichten aus dem Wienerwald / Ödön von Horváth (Regie: Enrico Lübbe)  / Berliner Ensemble
- Sara in Miss Sara Sampson / Lessing (Regie: Günter Krämer) / Berliner Ensemble
- Kattrin in Mutter Courage und ihre Kinder / Bertolt Brecht (Regie: Claus Peymann) / Berliner Ensemble
- Anja in Der Kirschgarten / Tschechow (Regie: Thomas Langhoff) / Berliner Ensemble
- Julia in Romeo und Julia / Shakespeare (Regie: Mona Kraushaar) / Berliner Ensemble
- Ismene in Ödipus auf Kolonos / Sophokles (Regie: Peter Stein) / Berliner Ensemble
- Alex in Freedom and Democracy - I hate You / Mark Ravenhill (Regie: Claus Peymann) / Berliner Ensemble
- Grusche in Der kaukasische Kreidekreis / Bertolt Brecht (Regie: Manfred Karge) / Berliner Ensemble
- Anna/Erna in Furcht und Elend des Dritten Reiches / Bertolt Brecht (Regie: Manfred Karge) / Berliner Ensemble
- Recha in Nathan der Weise / Lessing (Regie: Claus Peymann) / Berliner Ensemble
- Wendla in Frühlings Erwachen / Wedekind (Regie: Claus Peymann) / Berliner Ensemble
- Glauke in Medea. Stimmen / Christa Wolf (Inszenierung: Tanja Weidner) / Berliner Ensemble
- Lucy in Die Dreigroschenoper / Bertolt Brecht / (Regie: Robert Wilson) / Berliner Ensemble
- Boy in Shakespeares Sonette / Shakespeare / (Regie: Robert Wilson/Rufus Wainwright) / Berliner Ensemble
- Marie in Woyzeck / Büchner / Regie: Philipp Preuss / Deutsches Theater Berlin
- Laura in Chatroom / Enda Walsh / Regie: Christoph Mehler
- Anna G. in Wir Kinder vom Hauptbahnhof (Lehrter Bahnhof) / Jörg Albrecht / Regie: Steffen Klewar

## Filmografie
- 2009: Shakespeare Sonette
- 2009: 13 Semester, Regie: Frieder Wittich
- 2013: Hannah Mangold & Lucy Palm – Tot im Wald (Fernsehfilm)
- 2024: Einmal richtig (Spielfilm)

## = Einzelnachweise
1. ↑  Uraufführung: "Am Kältepol – Erzählungen aus dem Gulag" von Warlam Schalamow - Residenztheater München. In: theaterkompass.de. Theaterkompass, abgerufen am 9. Juni 2025.

| Personendaten    | Personendaten                                |
| ---------------- | -------------------------------------------- |
| NAME             | Graenzer, Anna                               |
| KURZBESCHREIBUNG | deutsche Theaterschauspielerin               |
| GEBURTSDATUM     | 1981                                         |
| GEBURTSORT       | Würzburg, Bayern, Bundesrepublik Deutschland |